# VV Rheden in het seizoen 1957/58
Het seizoen 1957/1958 was het derde jaar in het bestaan van de Rhedense betaaldvoetbalclub Rheden. De club kwam uit in de Tweede divisie B en eindigde daarin op de vierde plaats. Tevens deed de club mee aan het toernooi om de KNVB beker, hierin werd de club in de kwartfinale uitgeschakeld door Feijenoord (2–7).

## Wedstrijdstatistieken

### Tweede divisie B
|       | Be Quick | Enschedese Boys | Go Ahead | Heerenveen | Heracles | N.E.C. | Oldenzaal | Oosterparkers | PEC   | Tubantia | Veendam | Velocitas | Zwartemeer | Zwolsche Boys |
| ----- | -------- | --------------- | -------- | ---------- | -------- | ------ | --------- | ------------- | ----- | -------- | ------- | --------- | ---------- | ------------- |
| Thuis | 1 – 1    | 0 – 5           | 5 – 2    | 4 – 0      | 0 – 1    | 3 – 0  | 4 – 1     | 3 – 0         | 3 – 1 | 5 – 0    | 0 – 1   | 2 – 2     | 1 – 2      | 0 – 0         |
| Uit   | 3 – 2    | 3 – 0           | 4 – 0    | 1 – 2      | 1 – 3    | 3 – 0  | 3 – 1     | 2 – 4         | 2 – 1 | 0 – 2    | 3 – 2   | 0 – 1     | 3 – 1      | 2 – 4         |

### KNVB beker
| 1e ronde                                              | SCH                                                                                               | 4 – 4 (1 – 2) | Rheden                                              |
| 26 december 1957 Plaats: Nijmegen Sportpark De Biezen | Klaassen 11' Koster 68' Plamont 80' Gidding 84' (pen.)                                            |               | 7' Ap Bosveld 13' Ben Zweers 60', 72' Piet Wijnolts |
| 2e ronde                                              | DIO '30                                                                                           | 0 – 2 (0 – 0) | Rheden                                              |
| 13 april 1958 Plaats: Druten Sportpark De Gelenberg   |                                                                                                   |               | 70' Piet Wijnolts Ben Zweers                        |
| 3e ronde                                              | Rheden                                                                                            | 2 – 1 (1 – 1) | HVC                                                 |
| 21 mei 1958 Plaats: Rheden Thomassen-terrein          | Ben Zweers 43' Siem Sleeking 63' (e.d.)                                                           |               | 4' Ries van Maarschalkerweerd                       |
| 4e ronde                                              | Velocitas                                                                                         | 1 – 4 (0 – 1) | Rheden                                              |
| 7 juni 1958 Plaats: Groningen Stadspark               | Klaas van der Veen 49'                                                                            |               | 6' Piet Wijnolts 53', 82' Ap Bosveld Ben Zweers     |
| Kwartfinale                                           | Feijenoord                                                                                        | 7 – 2 (3 – 1) | Rheden                                              |
| 12 juni 1958 Plaats: Rotterdam De Kuip                | Cor van der Gijp 12', 13' Henk Schouten 40', 70', 75' Hendrik Bosveld 55', e.d.' Kees Rijvers 85' |               | 45' Henk Zinnemers Ap Bosveld                       |

## Statistieken Rheden 1957/1958

### Eindstand Rheden in de Nederlandse Tweede divisie B 1957 / 1958
| Stand | Gespeeld | Gewonnen | Gelijk | Verloren | Punten | Doelpunten voor | Doelpunten tegen |
| ----- | -------- | -------- | ------ | -------- | ------ | --------------- | ---------------- |
| 4e    | 28       | 13       | 3      | 12       | 29     | 54              | 46               |

### Topscorers
| #      | Naam                       | Goal |
| ------ | -------------------------- | ---- |
| 1.     | Ben Zweers                 | 19   |
| 2.     | Ap Bosveld                 | 17   |
| 3.     | Piet Wijnholts             | 5    |
| 4.     | Theo Bremer                | 4    |
| 5.     | Gerrit Spies               | 3    |
| 5.     | Fijko Aalders              | 1    |
| 5.     | Piet Amsterdam             | 1    |
| 5.     | Hans Kool                  | 1    |
| 5.     | Henk Zennemers             | 1    |
| 5.     | Wim Zennemers              | 1    |
| 5.     | Eigen doelpunt             | 1    |
| 1.     | Bertus Kamphuis (Tubantia) | 1    |
| Totaal | Totaal                     | 54   |

| #              | Naam                | Goal |
| -------------- | ------------------- | ---- |
| 1.             | Ap Bosveld          | 4    |
| 1.             | Piet Wijnolts       | 4    |
| 1.             | Ben Zweers          | 4    |
| 4.             | Henk Zinnemers      | 1    |
| Eigen doelpunt |                     |      |
| 1.             | Siem Sleeking (HVC) | 1    |
| Totaal         | Totaal              | 10   |